# Jack Martínez
Jack Michael Martínez (Santo Domingo, 12 ottobre 1981) è un ex cestista dominicano.

## Carriera
Con la Rep. Dominicana ha disputato i Campionati mondiali del 2014 e quattro edizioni dei Campionati americani (2005, 2009, 2011, 2013).